# Protection Patrol Pinkerton
Protection Patrol Pinkerton (kortweg PPP) is een vijfkoppige Tieltse indiepopband opgericht in april 2011. De groep trad in augustus 2011 op op Melkrock in Tielt. Ze zijn wat later ontdekt door het label Waste My Records door hun nummer Start/Outrun, en ongeveer een jaar later werd de band gelanceerd door Studio Brussel en kregen ze airplay met Future = Our Home en This Time, en later ook Can't Decide, afkomstig van hun titelloze debuutplaat. In 2015 bracht de band hun tweede album "Good Music Beautiful People" uit, met leadsingle Don't Wreck This.

## Discografie
- Protection Patrol Pinkerton (2013)
- Good Music Beautiful People (2015)